# Villa d’Orville von Löwenclau
Die Villa, in der 1895 Freiherr d’Orville von Löwenclau wohnte, ist ein Wohnhaus in der Oscar-Pletsch-Straße 1 im Stadtteil Kötzschenbroda der sächsischen Stadt Radebeul.

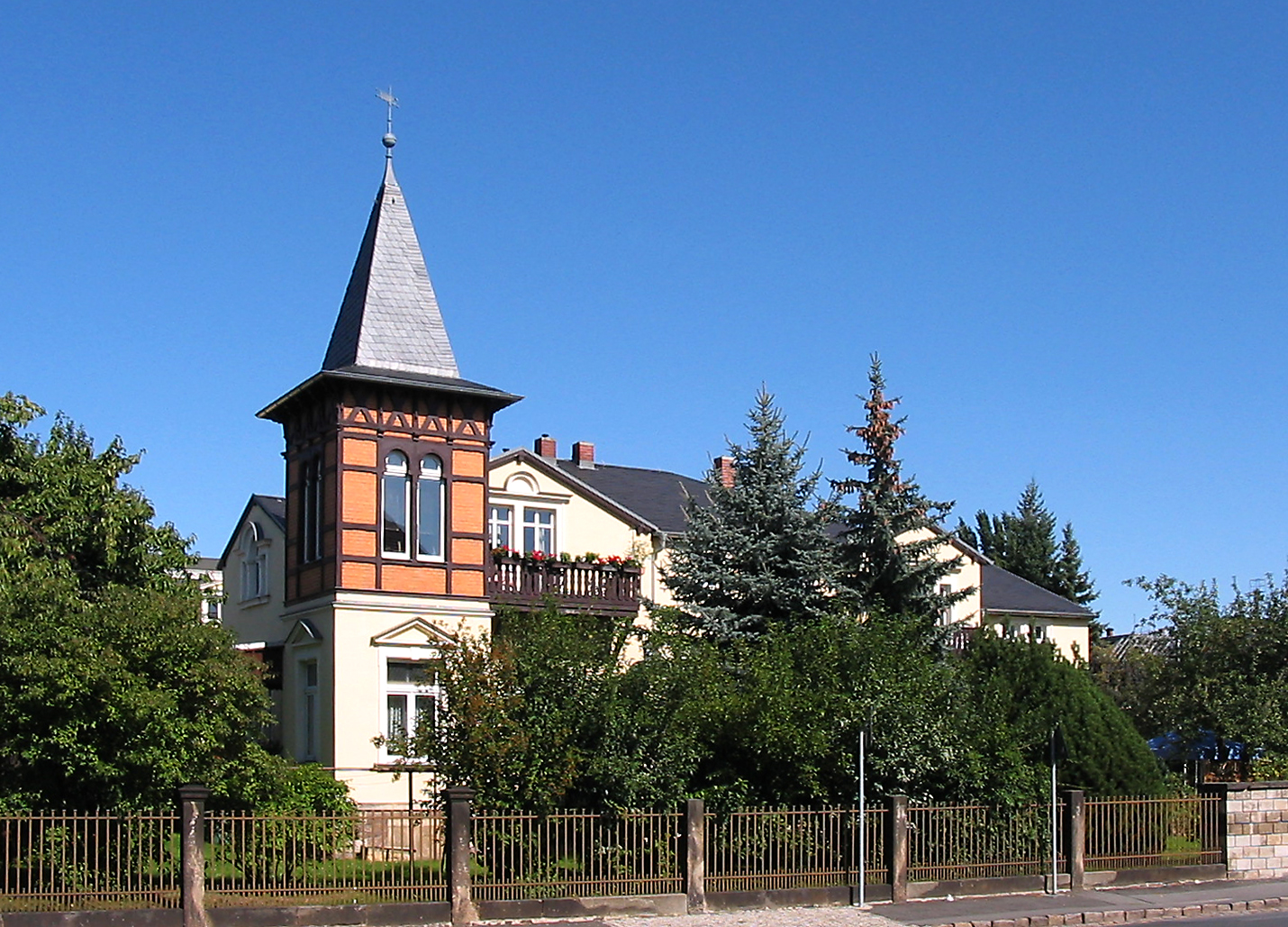
Villa d’Orville von Löwenclau

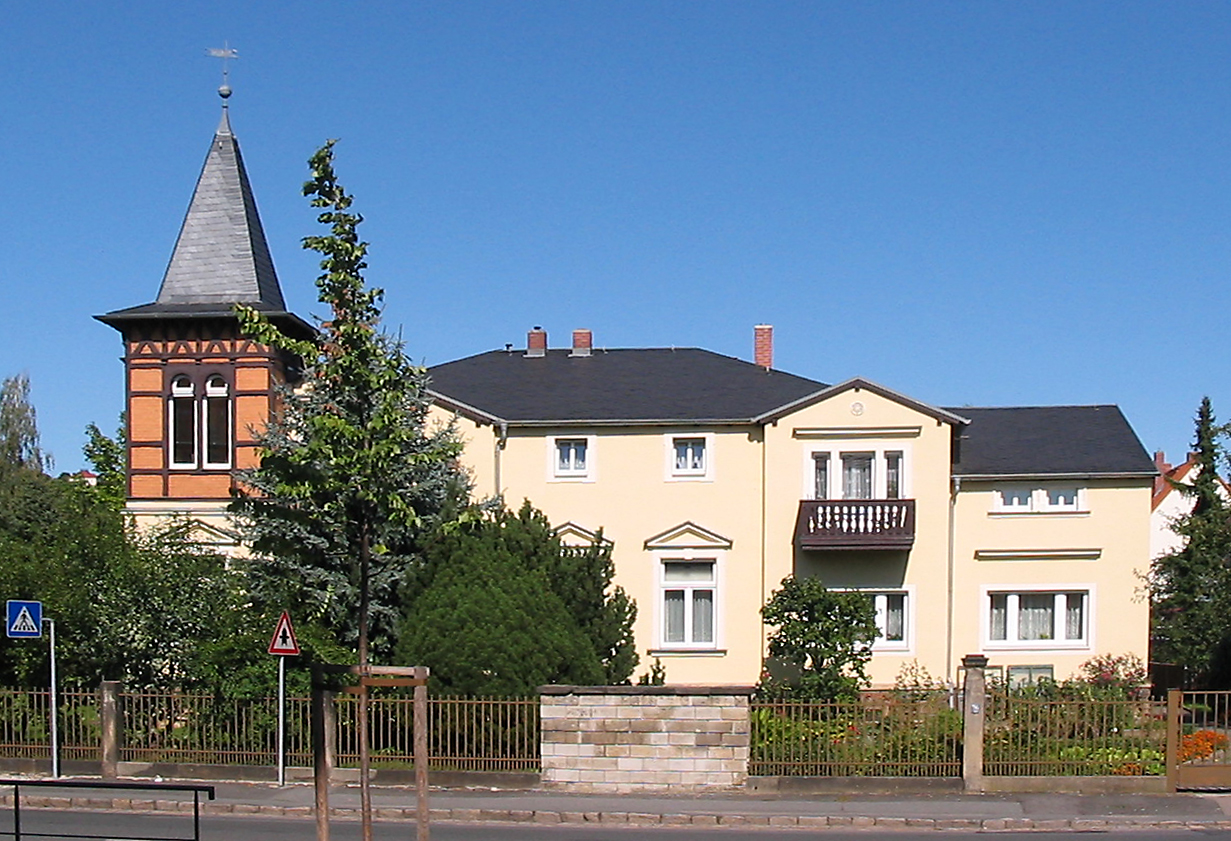
Villa d’Orville von Löwenclau

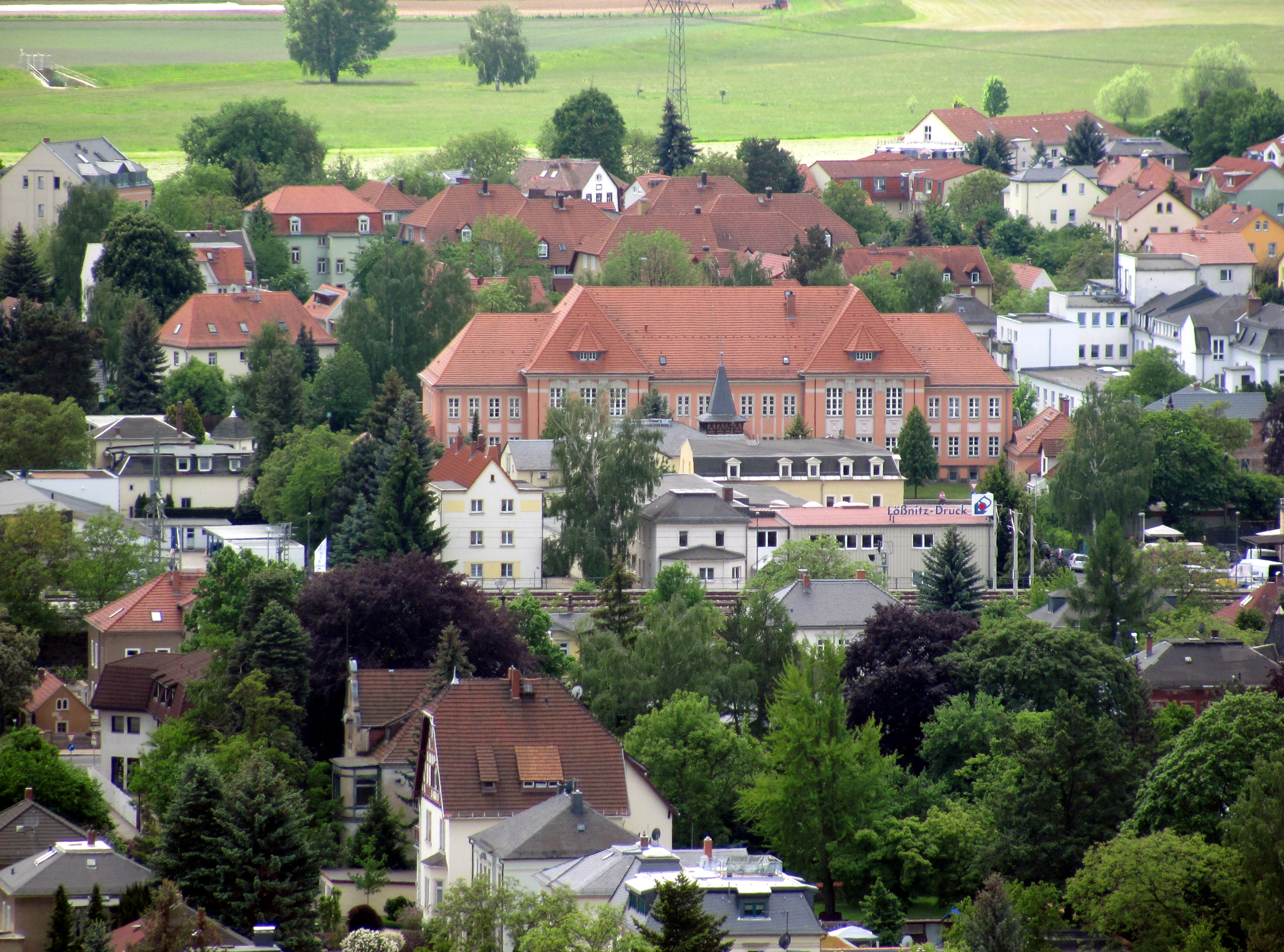
Direkt vor dem breiten Bau des ehemaligen Amtsgerichts (Bildmitte) ist der spitze Turm der Villa zu sehen. Im Hintergrund die Elbwiesen

## Beschreibung
Die auf einem Eckgrundstück stehende, anderthalbgeschossige Villa hat ein flach geneigtes Walmdach. Das Gebäude hat zur Straßenkreuzung einen Turm mit Fachwerkobergeschoss unter einem jüngst wiederhergestellten, spitzen Helm mit Schieferdeckung. Die Ausfachungen am Turm sind aus Ziegelmauerung.
Das geputzte Gebäude hat zur Oscar-Pletsch-Straße einen zweigeschossigen Risaliten mit Palladiomotiv im Giebel sowie eine Holzveranda. Die Ansicht zur Wilhelm-Eichler-Straße zeigt zwei Risalite mit Sparrengiebeln und Balkonen. Alle Fenstereinfassungen sind aus Sandstein.

## Geschichte
Der Kötzschenbrodaer Bauunternehmer Friedrich Ernst Kießling errichtete 1882/84 auf eigener Parzelle und auf eigenen Antrag eine kleine, landhausartige eingeschossige Villa mit einem zweigeschossigen Mittelrisaliten. Die Baugenehmigung enthielt noch die Erlaubnis für ein Waschhaus sowie einen Schuppen.
1895 ließ der preußische Major a. D. Maximilian Freiherr d’Orville von Löwenclau (* 14. Februar 1848 in Naumburg (Saale); † 9. März 1906 in Kötzschenbroda; beerdigt auf dem Friedhof Radebeul-West), Nachfahre des wohlhabenden Frankfurter Bürgers Isaak d’Orville von Löwenclau, sein Wohnhaus von dem Baumeister F. A. Bernhard Große durch Aufstockung und Anbau des Turms vergrößern und umbauen.
1912 kaufte die Gemeinde Kötzschenbroda die Villa als Dienstwohnung für den Gerichtsvorstand des Königlichen Amtsgerichts, das sich gegenüber befand. In späteren Jahren wurde die heute mit ihrer Einfriedung unter Denkmalschutz stehende Villa wieder privatisiert.